# 全国検察審査協会連合会
全国検察審査協会連合会（ぜんこく けんさつしんさきょうかい れんごうかい）は、1955年に発足した、検察審査員経験者による広報・親睦団体。略称全検連。

## 沿革・概要
1948年に検察審査会制度が生まれて以降、検察審査員・補充員の経験者を中心に検察審査協会が各地に誕生、同制度についての自発的な普及広報活動が進められるようになった。1955年5月には全国組織として検察審査会クラブ全国連合会が発足。のち現在の全国検察審査協会連合会に改称された。
1960年、雑誌『全国検察審査協会連合会報』を創刊。1978年、19号より『検審』に改題。
1962年5月、検察審査会法改正の問題を議論。これは2009年の検察審査会の機能強化等を内容とする法改正につながった。。
2008年5月19日、神奈川県立青少年センターホールでの「検察審査会法施行60周年記念式典」を主催。最高裁判所から提案されている各地の検察審査会の配置見直しについて、「統廃合案対策委員会」を設置し反対運動を展開していくとした。
2008年時点で、53万人以上の審査員経験者のうち約2万1000人が参加。全国各地に検察審査協会が154あり、会費だけの「手弁当」で、制度の広報や会員同士の親睦を図ってきた。
2010年10月22日、衆議院法務委員会で当連合会がとりあげられ、最高裁判所長官代理者が答弁に立った。構成員は1万2000-1万3000人。全国各地で会報の発行・頒布、講演会・座談会の開催、ポスター・リーフレットの作成・頒布、といった広報活動を行っている。1998年の第44回大会は東京・帝国ホテルで開かれ、会員1263名と、山口繁最高裁判所長官ほか15名の来賓とが出席した。大会のほかに、最高裁判所刑事局との懇談会を毎年開催している。事務局はなく、連絡をとる担当として東京第一検察審査会が当連合会との取り次ぎ窓口役になっている。検察審査会の事務局の職員が入会勧誘することはなく、検察審査員・補充員の任期が終了するときに、検察審査協会の会員が声をかけて入会勧誘をしている。これに対し、各検察審査会の法定の年4回の会合は現実には違う曜日に開かれたりしていて、内部のことを知らなければ勧誘をしようもない、極めて不透明な組織だ、との指摘がされた。
2010年10月10日時点の全国検察審査協会連合会のウェブサイトがあったが、2012年10月22日時点からアクセスできず、ウェブサイトの役目を終えている。

## 各地の検察審査協会
全国の地方裁判所と地方裁判所支部がある場所に設置されている検察審査会ごとに、「検察審査協会＝単協」が設立されて、地元で広報活動などに取り組んでいる。
いくつかの単協は会報を発行し、またホームページを開設・運営している。全国連合会に事務局がないのに対して、たとえば松戸検察審査協会の場合、1972年の発足時より千葉地方裁判所松戸支部内に事務局が置かれている「福島県検察審査協会」「検察審査協会関西連合会」「熊本県検察審査協会連合会」といった、広域の連合体がつくられ、また連合体の会報が刊行されていることもある。。
伊勢検察審査協会の例を挙げると、鳥羽市が会員で会費3万円を払っている。2003年5月21日に第48回全国検察審査協会連合会定期総会が大津市の琵琶湖グランドホテルで開催され参加した。
2006年3月4日、横浜検察審査協会副会長が、会員約200人の住所・氏名をまとめた名簿が掲載された冊子を、会員に無断で東京の法律系出版社に提供していたことが報じられた。